# شهرستان چال‌آقین
شهرستان چال‌آقین (به قزاقی: Шал ақын ауданы، شال اقىن اۋدانى) یک شهرستان در قزاقستان است که در استان قزاقستان شمالی واقع شده‌است. شهرستان شل‌آقین ۲۰٬۹۳۹ نفر جمعیت دارد.

## وجه تسمیه
نام این شهرستان، متشکل از دو واژهٔ «چال» (به قزاقی: шал ، شال) به معنی «پیر، ریش‌سفید» و «آقین» (به قزاقی: ақын، اقىن)، که اشاره به شعرا و بداهه سرایان قزاق و قرقیز دارد، تشکیل شده است. پس، «چال‌آقین» به معنای آقین یا شاعر پیر می باشد.